# 20831 Zhangyi
20831 Zhangyi este un asteroid din centura principală de asteroizi.

## Descriere
20831 Zhangyi este un asteroid din centura principală de asteroizi. A fost descoperit pe 24 octombrie 2000 la Socorro, New Mexico, în cadrul proiectului LINEAR. Asteroidul prezintă o orbită caracterizată de o semiaxă mare de 2,25 ua, o excentricitate de 0,06 și o înclinație de 2,1° în raport cu ecliptica.